# جريس سعد خوري
جريس سعد خوري (27 يونيو، 1952 - 2 فبراير، 2016)، باحث ومحاضر فلسطيني، من مواليد قرية فسوطة، المؤسس والمدير السابق لمركز «اللقاء» للدراسات والحوار.

## حياته
ولد الدكتور جريس سعد خوري في قرية فسوطة في أعالي الجليل، وأنهى دراسته الإبتدائية في مدرسة القرية، ودراسته الثانوية في مدرسة مار يوسف الاكليريكية في الناصرة.
سافر من ثم إلى إيطاليا والتحق باحدى جامعات روما الكنسية، والتي حصل منها على درجة البكالوريوس في الفلسفة واللاهوت. إلتحق بعدها بالمعهد الحبري الشرقي في روما ونال منه درجة الماجستير، وحصل على الدكتوراة بالفلسفة الإسلامية عن أطروحته عن يحيى بن عدي، الفيلسوف المسيحي المعروف. درّس الآداب العربية والفلسفة في جامعة نابولي، في إيطاليا بعد نيله الدكتوراة.

## عمله
عاد إلى وطنه فلسطين عام 1980 وعمل مديرا لبرنامج «المسيحية في الأرض المقدسة»، في معهد طنطور للدراسات المسكونية في القدس ونائبا للمدير العام.
التحق بالسلك التدريسي في جامعة بيت لحم، وهناك تعرّف على عدد من الأساتذة من المسلمين والمسيحيين، ومعًا قاموا بتأسيس «مركز اللقاء للدراسات الدينية والتراثية في الأرض المقدسة»، عام 1983، وتعيّن مديرًا للمركز وبقى يديره حتى وفاته عام 2016.
تولّى رئاسة تحرير مجلة «اللقاء» الفصلية، الصادرة عن المركز والتي تطوّرت من سنة لأخرى وباتت تعتبر إحدى المجلات الفكرية الراقية، وتحوّلت أبحاثها العلمية والأكاديمية إلى مرجع ومصدر للعديد من الأكاديميين.
أقام مؤتمرات فكرية وتراثية ولاهوتية على مدار السنوات، بمعدب مؤتمرين كل سنة. الأول يعالج اللاهوت المسيحي والثاني في الحوار الإسلامي-المسيحي، يشارك فيهما ويحضرهما رجال دين مسلمون ومسيحيون وراهبات ورهبان وعلمانيون من أكاديميين ومثقفين وتربويين وغيرهم.
ترشح لعضوية الكنيست في المكان الثاني في «القائمة التقدمية للسلام»، عام 1992، إلّا أن القائمة لم تنجح في اجتياز نسبة الحسم.
ترأس المجلس المحلّي في قريته فسوطة بين العامين 1996-2001.

## مؤلفاته المنشورة
وضع الدكتور جريس خوري عدّة دراسات ومقالات، ونشر العديد من الكتب:
- يحيى بن عدي، بيانه واثباته على أن المسيح جوهر واحد، 1978.
- دليل لكنائس الأرض المقدسة (باللغتين الإنجليزية والفرنسية).
- انتفاضة السماء وانتفاضة الأرض، 1989.
- عرب مسيحيون: أصالة الحضور، انفتاح، 2006.
- عرب مسيحيو ومسلمون/ ماضيًا، حاضرًا، مستقبلًا، 2006.
- فلسطيني يحمل صليبه (باللغة الإيطالية)، 2009.
- البرهان في تثبيت الإيمان: صفرونيوس بطريك القدس حياته وأعماله والعهدة العمرية، 2015.

## وفاته
توفي الدكتور جريس سعد خوري بشكل مفاجئ وهو يؤدي الرسالة في ساحة الفاتيكان قبيل لقاء قداسة البابا مع وفد مسيحي-إسلامي من فلسطين، حيث أصيب في جلطة وتوفي على الحال، نقل إلى مستشفى قريب من الفاتيكان.